# Société des artistes lithographes français
Ne doit pas être confondu avec Société des peintres-lithographes.
La Société des artistes lithographes français (SALF) est une société d'artistes lithographes, d'amateurs et de collectionneurs, fondée à Paris en 1884. Elle contribua au renouveau de cette technique à la fin du XIXe siècle.

## Historique

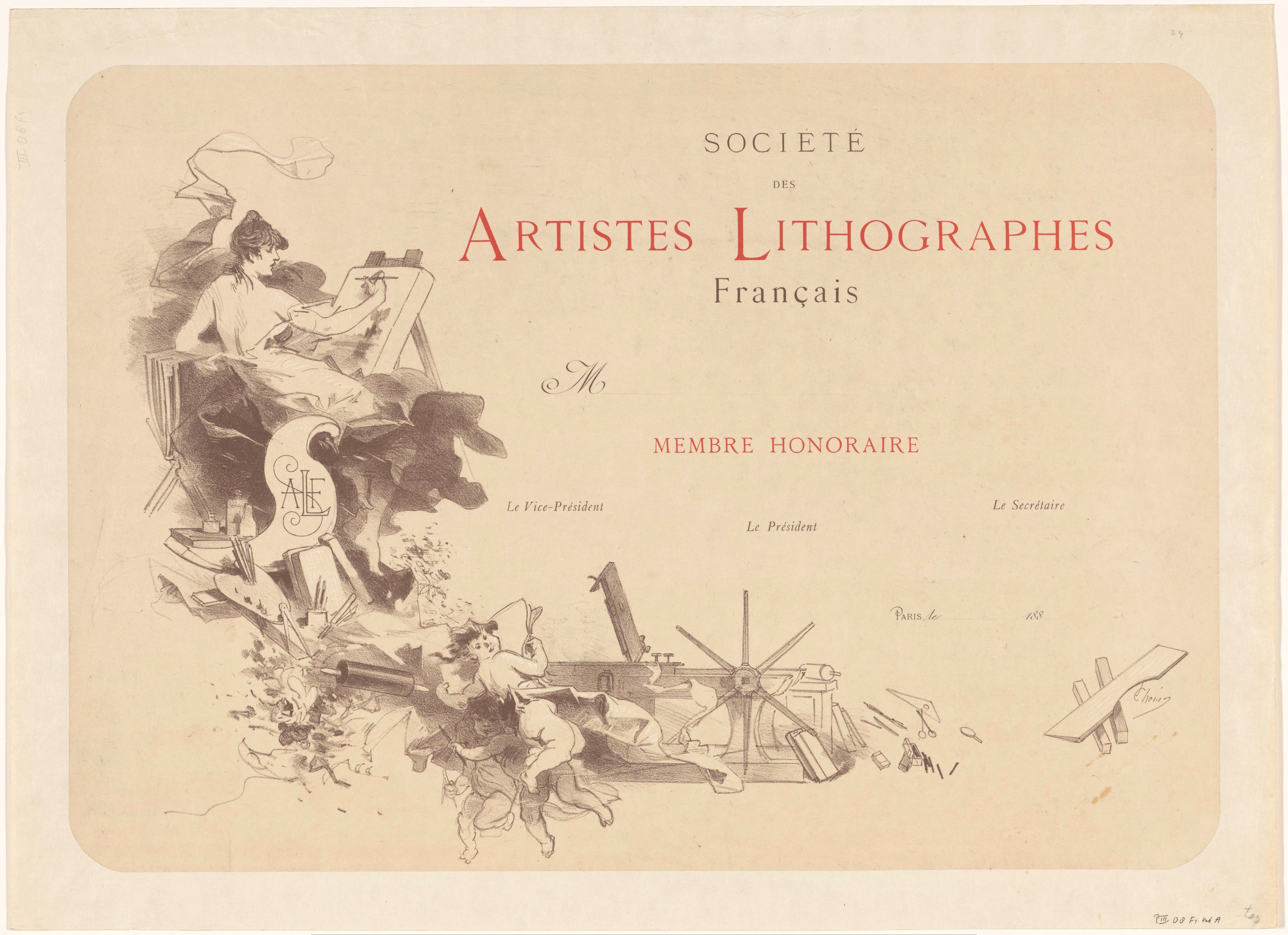
Jules Chéret, diplôme de membre honoraire de la SALF (vers 1885).

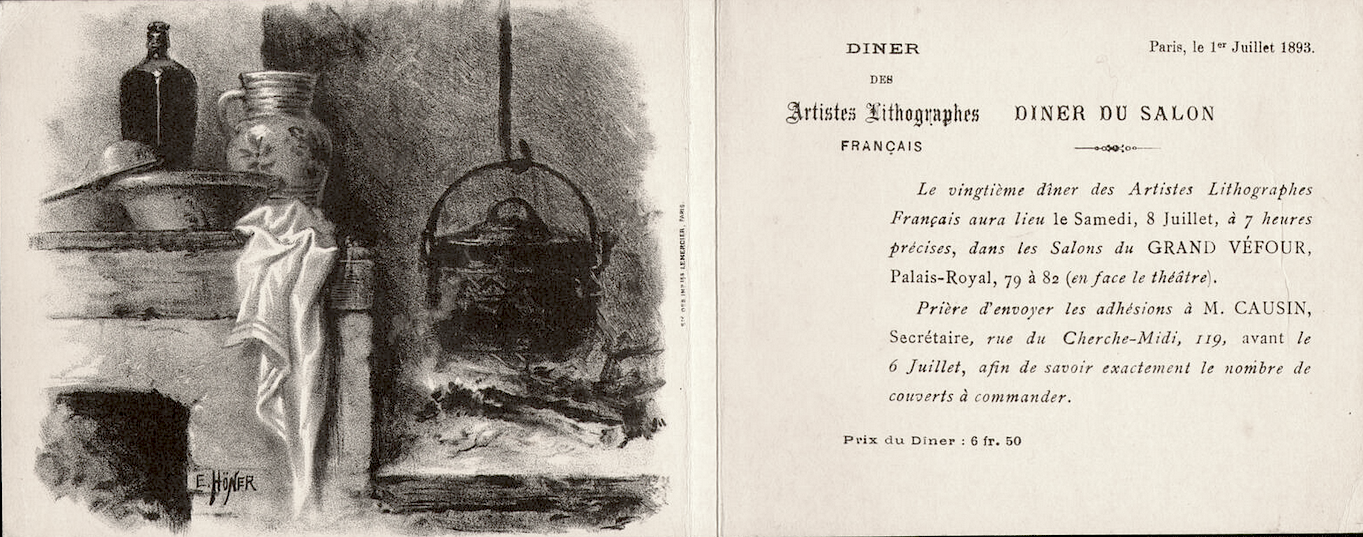
Invitation lithographiée pour le 20e dîner de la SALF, par Marie-Edmond Höner, 1893.

Cette société a été fondée à Paris le 3 décembre 1884, dans le but de soutenir l'intérêt collectif de ses membres et de perpétuer l'art de la lithographie, rassemblant parmi ses artistes, des lithographes originaux et des lithographes dit de reproduction. L'une de ses missions principales fut en fait de se constituer en syndicat professionnel, et de défendre les lithographes face aux jurys des salons, où le médium était sous-représenté. Le premier président est l'imprimeur-lithographe Alfred Lemercier, dont les locaux situés au 57 de la rue de Seine, servent de siège social. Il existe trois types de membres : participants, correspondants et honoraires. Cette dernière catégorie est limitée à 150, avec un droit d'entrée de 100 francs, qui donne droit à quatre lithographies. En effet, dès l'année 1885, la SALF entreprend d'éditer un certain nombre d'estampes, tirées chacune à 150 exemplaires (la pierre étant ensuite effacée) sur un papier chine format 70 x 90 cm. Cette première année, les quatre artistes sociétaires qui sont invités à produire une œuvre sont A. Gilbert (La Vérité d'après Paul Baudry),  Achille Sirouy (Jésus sur le lac de Tébériade d'après Delacroix), Gustave d'Harlingue (Moine peignant dans une église, d'après Curzon), Alfred-Louis Bahuet (Le général Prim d'après Henri Regnault). Pour l'édition de 1886, on trouve Paul Maurou (L'Âge de pierre, d'après Cormon), Eugène Pirodon (Le Pilote d'après Renouf), Gustave Fraipont (L'Hôtellerie de la Botte d'après Vinca), Jean-Jules Jacott (La Malédiction d'après Echter). En 1888, un groupe de sociétaires, animé par Achille Sirouy et Pierre Paul Augustin de Laâge,  présente leurs travaux au British Museum.

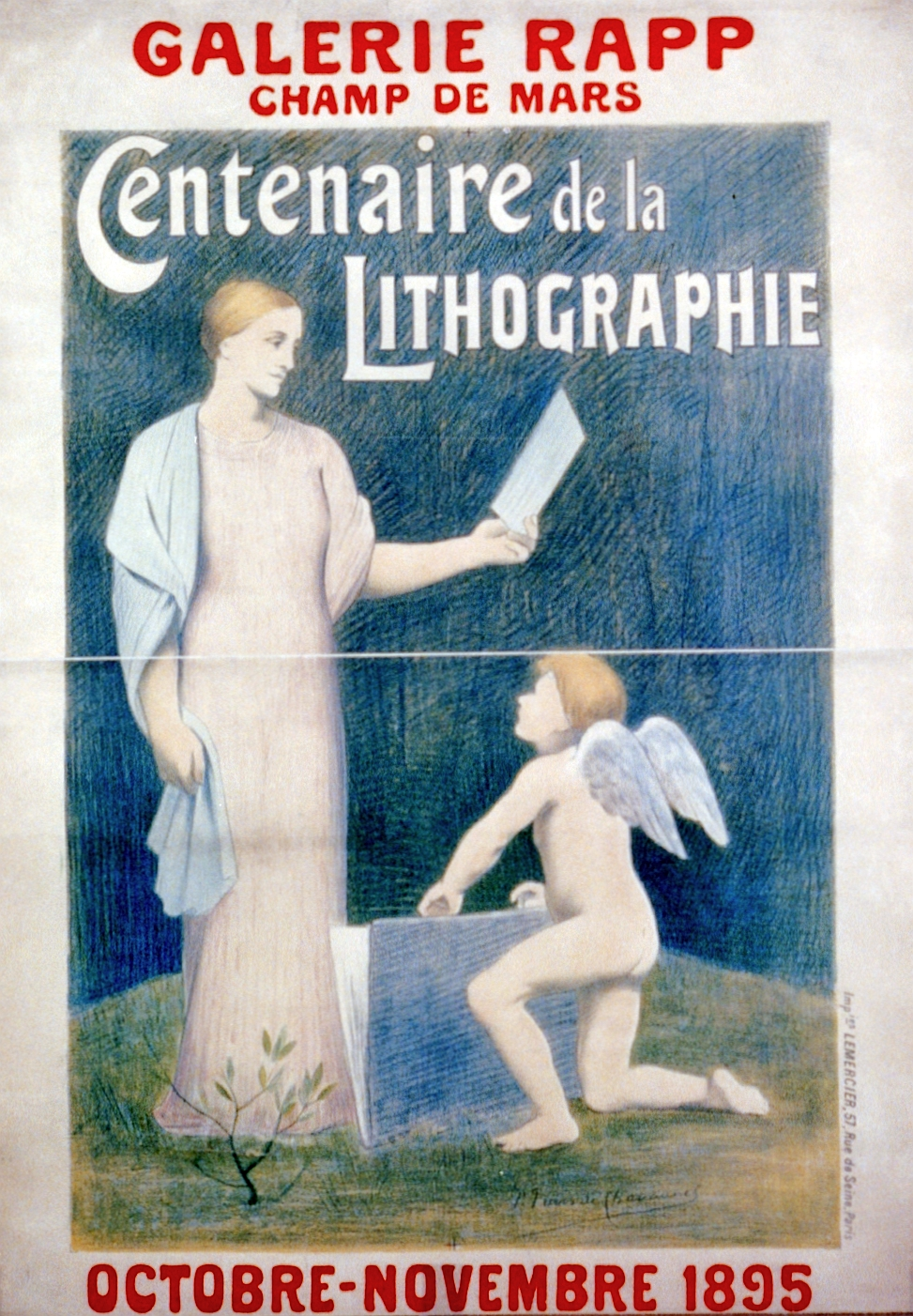
Affiche d'exposition consacrée au Centenaire de la lithographie, par Pierre Puvis de Chavannes, 1895.

En 1891, Lemercier est remplacé par Henry Hamel à la tête de la société ; illustrateur, Hamel fut par ailleurs le directeur de La Revue des beaux-arts (1889-1899). En 1897, le siège social est transféré au 13 de la rue de la Grange-Batelière. 
Dans l'intervalle, la SALF a participé avec succès à la 4e Exposition internationale de blanc et noir en octobre 1890 ; elle organise ensuite une grande exposition aux Beaux-arts de Paris en avril-mai 1891, rassemblant plus d'un millier d'envois lithographiques, et publia un catalogue préfacé par Henri Beraldi. En juin 1893, elle monte une exposition-hommage au peintre-lithographe Charlet à la galerie Durand-Ruel. Durant l'été 1895, elle participe activement à la préparation de la grande exposition du Centenaire de la lithographie organisée galerie Rapp. Le président devient ensuite, brièvement, Jules de Marthold, car en 1896, Hamel démissionne, et s'en va fonder une nouvelle société de lithographes, la Société des peintres-lithographes, constituée uniquement de créateurs originaux.
Marthold fut remplacé ensuite par l'un des cofondateurs, Paul Maurou (1848-1931), qui va jouer un rôle très important au sein de la SALF, avec au secrétariat son élève Alfred-Jean Broquelet. Avec Henri Patrice Dillon, ils décident de publier, à partir de 1893, trimestriellement, L'Album des peintres-lithographes, une série dirigée par Léonce Bénédite et le directeur de L'Artiste, Jean Alboize, et où l'on retrouve Félix Bracquemond, Eugène Carrière, Puvis de Chavannes, Auguste Rodin, parmi les contributeurs,.
La SALF poursuivit ses activités jusque dans les années 1930, son siège s'établissant alors au 50 de la rue de Turenne. Elle imprima par exemple quelques affiches, comme celle de la Revue de l'Époque artistique et littéraire sur une composition de Paul Helleu (1909), ou des planches destinées à des périodiques artistiques comme Pan (1897).